# IκBキナーゼ
IκBキナーゼ (アイ・カッパ・ビー・キナーゼ)またはIKK（I kappa B kinase、アイ・ケー・ケー）は、炎症反応の伝搬に関与する酵素の複合体である。IKK-α、IKK-β、IKK-γの3つのサブユニットからなる。
IκBキナーゼ複合体は、NF-κB（nuclear factor-kB）シグナル伝達経路の中で上流部分に位置する。IκBα（inhibitor of NF-κB α）タンパク質は、転写因子であるNF-κBタンパク質の核局在化シグナルをマスクし、不活性な状態で細胞質に留めておくことでNF-κBを不活性化する。IκBキナーゼは、IκBαタンパク質をリン酸化し、これによりIκBαがNF-κBから離れる。遊離したNF-κBは核へ移行し、150種類以上の遺伝子を発現させる。

## 酵素反応
IκBキナーゼは、IκBタンパク質とATPを基質として、リン酸化IκBタンパク質とADPを産生する。IκBキナーゼは、リン酸基をセリンまたはスレオニンの側鎖に結合させるセリン/スレオニンキナーゼの一種である。
ATP + IκBタンパク質 {\displaystyle \rightleftharpoons } ADP + IκBタンパク質

## 構造
IκBキナーゼ複合体は、異なる遺伝子にコードされた3つのサブユニットから構成される。
- IKK-α (IKK1とも呼ばれる) (CHUK)
- IKK-β (IKK2とも呼ばれる) (IKBKB)
- IKK-γ (NEMO（NF-κB essential modulator）とも呼ばれる) (IKBKG)

IKK-αサブユニット及びIKK-βサブユニットが触媒活性を持ち、一方IKK-γサブユニットは調節機能を有する。IKK-αとIKK-βは構造的に似ており、キナーゼドメイン、ロイシンジッパードメイン、ヘリックスループヘリックス二量体化ドメイン、NEMO結合ドメイン（NEMO-binding domain：NBD）からなる。NBDは、ロイシン-アスパラギン酸-トリプトファン-セリン-トリプトファン-ロイシンというアミノ酸で構成され、IKK-αの737-742番目、IKK-βの738-743番目にある。IKK-γは、2つのコイルドコイルドメイン、ロイシンジッパードメイン、ジンクフィンガー結合ドメインからなる。IKK-γはN末端側でIKK-αやIKK-βのNBDと結合し、残りの部分で調節タンパク質と相互作用する。
| conserved helix-loop-helix ubiquitous kinase | conserved helix-loop-helix ubiquitous kinase |
| 識別子                                       | 識別子                                       |
| -------------------------------------------- | -------------------------------------------- |
| 略号                                         | CHUK                                         |
| 他の略号                                     | IKK-α, IKK1, TCF16                           |
| Entrez                                       | 1147                                         |
| HUGO                                         | 1974                                         |
| OMIM                                         | 600664                                       |
| RefSeq                                       | NM_001278                                    |
| UniProt                                      | O15111                                       |
| 他のデータ                                   |                                              |
| EC番号 (KEGG)                                | 2.7.11.10                                    |
| 遺伝子座                                     | Chr. 10 q24-q25                              |
| テンプレートを表示                           |                                              |

| inhibitor of kappa light polypeptide gene enhancer in B-cells, kinase beta | inhibitor of kappa light polypeptide gene enhancer in B-cells, kinase beta |
| 識別子                                                                     | 識別子                                                                     |
| -------------------------------------------------------------------------- | -------------------------------------------------------------------------- |
| 略号                                                                       | IKBKB                                                                      |
| 他の略号                                                                   | IKK-β, IKK2                                                                |
| Entrez                                                                     | 3551                                                                       |
| HUGO                                                                       | 5960                                                                       |
| OMIM                                                                       | 603258                                                                     |
| RefSeq                                                                     | NM_001556                                                                  |
| UniProt                                                                    | O14920                                                                     |
| 他のデータ                                                                 |                                                                            |
| EC番号 (KEGG)                                                              | 2.7.11.10                                                                  |
| 遺伝子座                                                                   | Chr. 8 p11.2                                                               |
| テンプレートを表示                                                         |                                                                            |

| inhibitor of kappa light polypeptide gene enhancer in B-cells, kinase gamma | inhibitor of kappa light polypeptide gene enhancer in B-cells, kinase gamma |
| 識別子                                                                      | 識別子                                                                      |
| --------------------------------------------------------------------------- | --------------------------------------------------------------------------- |
| 略号                                                                        | IKBKG                                                                       |
| 他の略号                                                                    | IKK-γ, NEMO, IP2, IP1                                                       |
| Entrez                                                                      | 8517                                                                        |
| HUGO                                                                        | 5961                                                                        |
| OMIM                                                                        | 300248                                                                      |
| RefSeq                                                                      | NM_003639                                                                   |
| UniProt                                                                     | Q9Y6K9                                                                      |
| 他のデータ                                                                  |                                                                             |
| 遺伝子座                                                                    | Chr. X q28                                                                  |
| テンプレートを表示                                                          |                                                                             |

## 機能
IκBキナーゼは、リンパ球の免疫制御機構に重要な役割を果たす転写因子であるNF-κBファミリーの活性化に必須である。
古典的なNF-κB経路は、腫瘍壊死因子（tumor necrosis factor：TNF）やインターロイキン-1（interleukin-1：IL-1）のような炎症性サイトカインの放出や、病原体の表面に発現するリポ多糖（lipopolysaccharide：LPS）を含む炎症刺激によって開始される。その下流のシグナル伝達カスケードにより、IKK-γがIKK-αとIKK-βに結合することでIκBキナーゼ複合体が活性化する。IκBキナーゼ複合体は、inhibitor of NF-κB α（IκBα）のセリン残基（32番目と36番目）をリン酸化し、これによりIκBαはユビキチン化を受けてプロテアソームで分解される。IκBαが分解されると、それに結合していたNF-κB（一般的にはp50-p65二量体）が解放さる。この二量体が核へ移行してDNAのκBサイトに結合し、転写活性を示す。NF-κBの標的遺伝子には、細胞周期調節因子、抗アポトーシス・生存因子、炎症性サイトカインなどが含まれる。これらの免疫調節因子の活性化は、リンパ球の増殖、分化、成長、生存を促進する。
また、IκBキナーゼはRNA分解酵素であるregnase-1をユビキチン-プロテアソーム系での分解へと導くことで、インターロイキン-6（IL-6）mRNAを安定化する。

## 調節
IκBキナーゼ複合体はIKK-βのキナーゼドメインにあるセリン残基がリン酸化されると活性化する。IKK-γの調節ドメインによってIKKサブユニットがリクルートされると、IKK-βの活性化ループにある2個のセリン残基がリン酸化される。これにより活性化ループが触媒ポケットから離れることでATPやIκBαが触媒部位に入れるようになる。さらに、IκBキナーゼ複合体の中で活性化したIKK-βはIKK-αをリン酸化し、IκBキナーゼの活性を高めることができる。IκBキナーゼが基質であるIκBαをリン酸化し、IκBαが分解されて減少すると、活性状態であったIKK-αとIKK-βはC末端側に自己リン酸化を受けて活性が低下し、上流の炎症シグナルがなくなるとホスファターゼによって脱リン酸化されて不活性となる。

## 調整不全と疾患
多くの疾患で、NF-κBシグナルの調節不全がみられる。恒常的なIκBキナーゼの活性化によるNF-κBシグナルの活性化は、持続的・慢性的な炎症反応を引き起こし、アテローム性動脈硬化、喘息、関節リウマチ、炎症性腸疾患、多発性硬化症の発症につながる。さらに、NF-κBはアポトーシスの抑制とリンパ球の成長・増殖促進を同時に行うことから、多くの癌にも深く関与している。

## 臨床的意義
IκBキナーゼは、MAPキナーゼ、アポトーシス、Toll様受容体シグナル、T細胞受容体シグナル、B細胞受容体シグナル、インスリンシグナル、アディポサイトカインシグナル、2型糖尿病、ヘリコバクター・ピロリの上皮細胞シグナル、膵臓癌、前立腺癌、肺癌、慢性骨髄性白血病、急性骨髄性白血病など、代謝に関係する経路に関与している。IκBキナーゼや、IκBキナーゼ関連キナーゼであるIKBKE（IKKε）やTANK-binding kinase 1（TBK1）の抑制は、炎症性疾患や癌の治療への選択肢として研究が行われている。IKK-βの低分子量阻害剤であるSAR113945は、変形性膝関節症患者に対する臨床試験が行われている。